# حزقيال كارلوس كابريرا
حزقيال كارلوس كابريرا (بالإسبانية: Juan Carlos Cabrera Pérez)‏ هو مجدف مكسيكي، ولد في 9 نوفمبر 1991 في مدينة مكسيكو في المكسيك.

## وصلات خارجية
- حزقيال كارلوس كابريرا على موقع الاتحاد الدولي للتجديف (الإنجليزية)
- حزقيال كارلوس كابريرا على موقع اللجنة الأولمبية الدولية (الإنجليزية)
- حزقيال كارلوس كابريرا على موقع أوليمبيديا (الإنجليزية)